# Chèche
Cet article concerne le couvre-chef. Pour le matador mexicain, voir Cheche.
Ne doit pas être confondu avec Chéchia ou Keffieh.
Le chèche ou tagelmust (en touareg : tagelmust ⵜⴳⵍⵎⵙⵜ, /tagəlmust/) est une sorte de voile d'environ quatre à huit mètres de long, porté par les hommes Touaregs, peuple berbère, et dans les zones désertiques d'Afrique du Nord en général. Traditionnellement, les hommes l'enroulent sur la tête et le visage, pour se protéger du soleil et du vent sec du désert.

## Étymologie
Le terme tagelmust est utilisé en berbère pour qualifier un « voile de visage », ou « voile de tête », mais aussi une « capuche » ou un « petit capuchon » puisque le mot « tagelmust » est la forme féminine du mot « agelmus » qui signifie « capuchon ». En touareg, l'expression Kel Tagelmust, littéralement « ceux du voile » est régulièrement employée comme ethnonyme pour désigner le peuple touareg lui-même.
Son nom français, chèche, vient, comme pour la chéchia, de l'arabe šāš, « pièce d'étoffe qu'on roule autour de la calotte du turban », dérivé du nom de l'actuelle ville de Tachkent en Ouzbékistan.
Anciennement, le mot chèche (شاش) désignait une coiffe que les femmes portèrent au VIIIe siècle[Où ?] et qui ressemblait à une bosse de chameau. Il prenait naissance sur le front de la femme et se terminait vers le dos.
En langue touaregue, selon les tribus, il prend aussi parfois le nom de taɣelmust ou de litham. En Mauritanie, en langue hassanya, il est communément appelé hawli.

## Tradition
Traditionnellement, l'homme, chez les Touaregs, ne quitte jamais son turban, qui le protège du soleil torride et du vent, mais aussi dissimule ses émotions. Il peut être de différentes couleurs, telles que rouge, jaune, vert, mais deux couleurs ont une signification spéciale. Le blanc est porté pour montrer un signe de respect, un jour particulier. Le chèche indigo est fait à partir de lin, souvent avec un tissage complexe. Il est porté les jours de fête (et les jours de froid car il est plus chaud que le chèche en coton). Sa teinture souvent à base d'indigo tend à déteindre sur la peau, donnant au Targui le surnom d'« homme bleu ».

## Utilisations dérivées

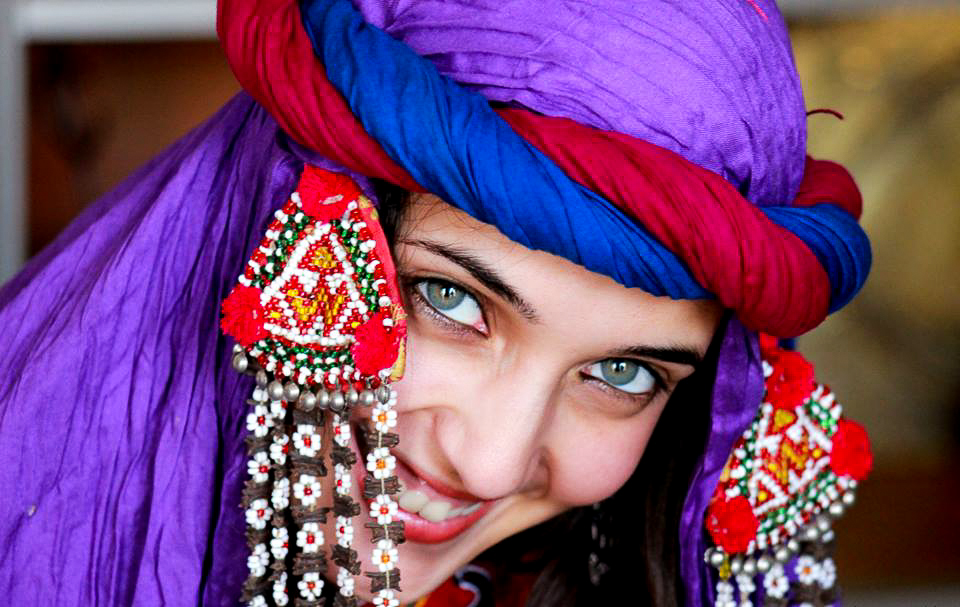
Chèches multicolores portés par une femme algérienne.

Il fut également adopté par certaines unités de l'armée française en poste au Sahara ou dans d'autres zones désertiques, notamment les tirailleurs et les légionnaires, et s'est aujourd'hui répandu dans la plupart des unités opérant en zone à température élevée.
Le terme « chèche » est parfois employé en français pour désigner un simple foulard, ou écharpe légère, porté autour du cou, accessoire de mode au départ féminin et qui s'est généralisé aux deux sexes.